# Big Ben (álbum)
Big Ben é o quarto álbum de estúdio pelo canto e guitarrista brasileiro Jorge Ben. Foi lancador em 1965 pela Philips Records, seu ultimo para a gravadora até o lançamento do álbum Jorge Ben em 1969.

## Historia
O álbum foi o ultimo em uma series de LPs gravado pelo Jorge Ben, sob a pressão da Philips pra reproduzir sua estreia de grande sucesso de 1963 Samba Esquema Novo. Segundo ao aficionado de musica brasileira Greg Caz, "Jorge era apressado no estúdio e obrigado a produzir versões menores do seu clássico debute, acolchoado com alguma vezes questionáveis regravações de canções por outros compositores." A encarte de álbum do relacionamento de 2008 do álbum descreva-o como "um mix carinhoso de originais e covers", abandonando a música "groovy" e eclético de suas apresentação ao vivos em favor de "arranjos estilo boate" atendendo para uma audiência de samba e bossa nova.

## Lançamento e legando
| Críticas profissionais | Críticas profissionais |
| Avaliações da crítica  | Avaliações da crítica  |
| Fonte                  | Avaliação              |
| ---------------------- | ---------------------- |
| Tom Hull – on the Web  | B+                     |

Big Ben foi lançado pela Philips em 1965. na edição de 3 de abril do Billboard do daquele ano, foi listado na categoria "internacional" de álbuns de quatro estrelas, indicado "novos álbuns com potencia comercial o suficiente em suas categorias respectiva to para merecer ser estocado pela maioria dos revendedores". Enquando isso, a relação do Jorge Ben com a Philips atingiu um novo ponto baixo e então a gravadora decidiu encerrar com o seu contrato, deixando ele a trabalha como um artista independente para os próximos anos. Ele foi eventualmente resignado por um novo gerenciamento na Philips e lançou seu auto titulado seixo álbum de estúdio para gravadora em 1969.
Anos depois, O critico musical Rodney Taylor refletiu em Big Ben, falando que "ver ele experimentado com mais ritmos de rock simples, enquando continuado o sucesso dos álbuns anteriores. Se ele parasse de gravar aqui, o Jorge Ben ser tornaria um artista menor de nota. Em vez disso, ele se tornou uma coisa mais grande."

## Faixas
Todas as faixas compostas por Jorge Ben Jor, exceto onde indicado.
| Lado A         |                          |                   |         |  |
| N.º            | Título                   | Compositor(es)    | Duração |  |
| 1.             | "Na Bahia Tem"           | Nestor Nascimento | 3:15    |  |
| 2.             | "Patapatapatá"           |                   | 2:45    |  |
| 3.             | "Bom Mesmo É Amar"       |                   | 3:05    |  |
| 4.             | "Deixa o Menino Brincar" | Babu              | 2:17    |  |
| 5.             | "Lalari - Olará"         | Gaya              | 2:53    |  |
| 6.             | "Jorge Well"             |                   | 3:30    |  |
| Duração total: | Duração total:           | Duração total:    | 17:45   |  |

| Lado B         |                                                   |                                                   |         |  |
| N.º            | Título                                            | Compositor(es)                                    | Duração |  |
| 1.             | "O Homem que Matou o Homem que Matou o Homem Mau" |                                                   | 2:47    |  |
| 2.             | "Quase Colorida (Veruschka)"                      |                                                   | 3:09    |  |
| 3.             | "Maria Conga"                                     | Nélio da Silva                                    | 2:07    |  |
| 4.             | "Acende o Fogo"                                   | Ivo Elias                                         | 2:07    |  |
| 5.             | "Telefone de Brotinho"                            | Maurício Sherman / Max Nunes / João Roberto Kelly | 2:28    |  |
| 6.             | "Agora Ninguém Chora Mais"                        |                                                   | 3:15    |  |
| Duração total: | Duração total:                                    | Duração total:                                    | 15:53   |  |